# Paulo Quevedo
Paulo César Quevedo de la Vega (Ciudad Juárez, 1 de febrero de 1975) es un cantante, actor y modelo mexicano. Era integrante del grupo musical tierra cero del que salió para entrar al grupo Kairo. 

## Filmografía
| Año  | Título               | Rol     | Notas        |
| ---- | -------------------- | ------- | ------------ |
| 2006 | La reportera salvaje | Shakis  |              |
| 2012 | Cuento sin hadas     | Michell |              |
| 2017 | To Infinity          | Raúl    | Cortometraje |
| 2017 | Locos y peligrosos   | Trueno  |              |
| 2018 | Fade Away            | Pedro   |              |

| Año         | Título                                   | Rol                          | Notas                                         |
| ----------- | ---------------------------------------- | ---------------------------- | --------------------------------------------- |
| 1996        | Mi querida Isabel                        | Ernesto                      |                                               |
| 1999        | Alma rebelde                             | Ariel                        |                                               |
| 2001        | Amigas y rivales                         | Édgar                        |                                               |
| 2002        | Vale todo                                | César                        |                                               |
| 2001 - 2002 | Mujer, casos de la vida real             | Varios roles                 | 4 episodios                                   |
| 2003        | Amor descarado                           | Jonathan Muñoz               |                                               |
| 2004        | La mujer en el espejo                    | Alberto Gutiérrez            |                                               |
| 2005 - 2007 | Decisiones                               | Desconocidos                 | Episodios: «Cría cuervos» y «La quitamaridos» |
| 2006        | Olvidarte jamás                          | Patricio de la Nuez          |                                               |
| 2007        | Madre Luna                               | Tirso Reinoso                |                                               |
| 2007        | Acorralada                               | René Romero                  |                                               |
| 2008        | La traición                              | Vladimir Cuencas             |                                               |
| 2008 - 2009 | Doña Bárbara                             | Balbino Paiba                |                                               |
| 2009        | Tiempo final                             | Armando «El Cuervo»          | Episodio: «Cumpleaños»                        |
| 2010        | Pecadora                                 | El Mechas                    |                                               |
| 2010        | Burn Notice                              | Eddy                         | Episodio: «Where There's Smoke»               |
| 2011 - 2012 | Una maid en Manhattan                    | Víctor Mendoza               |                                               |
| 2012 - 2013 | El rostro de la venganza                 | Comisario Tomás Buenaventura |                                               |
| 2012        | Corazón apasionado                       | Felipe López                 |                                               |
| 2013 - 2014 | Marido en alquiler                       | Juan Pablo Palmer            |                                               |
| 2014        | Reina de corazones                       | Isidro Castillo              |                                               |
| 2014        | Escándalos                               | Desconocido                  | Episodio: «Horario protegido»                 |
| 2015        | El justiciero                            | Miguel                       | Película de televisión                        |
| 2015        | El justiciero 2                          | Miguel                       | Película de televisión                        |
| 2015        | El justiciero 3: La venganza del senador | Miguel                       | Película de televisión                        |
| 2015        | Ruta 35                                  | Agente Tomás Ortiz           |                                               |
| 2017        | Vikki RPM                                | Didier Legrand               |                                               |
| 2017        | Milagros de Navidad                      | Rubén López                  | Episodio: «El regalo más grande»              |
| 2018        | La piloto                                | Bill Morrison                |                                               |
| 2020        | Dawn of the Zombie Apocalypse            | Mayor Erik Gastello          | Episodio: «Revelation» y «The Survivor Squad» |
| 2020        | 100 días para enamorarnos                | Fausto                       |                                               |
| 2023        | Las estrellas bailan en Hoy              | Él mismo                     | Concursante, sección: «En Hoy»                |
| 2024        | La casa de los famosos                   | Finalista - El mismo         | Reality show                                  |
| 2025        | La casa de los famosos All-Stars         | Finalista - Él mismo         | Reality show                                  |

## Premios

### Premios La Maravilla
| Año  | Categoría              | Telenovela   | Resultado |
| ---- | ---------------------- | ------------ | --------- |
| 2009 | Mejor actor antagónico | Doña Bárbara | Ganador   |